# مایک فاستر (بازیکن فوتبال)
مایک فاستر (انگلیسی: Mike Foster؛ زادهٔ ۳ فوریهٔ ۱۹۳۹) بازیکن فوتبال اهل بریتانیا است.
از باشگاه‌هایی که در آن بازی کرده‌است می‌توان به باشگاه فوتبال نوریچ سیتی، باشگاه فوتبال میلوال، باشگاه فوتبال کولچستر یونایتد، و باشگاه فوتبال لستر سیتی اشاره کرد.